# Denís Shmihal
Denýs Anatóliyovich Shmyhal (ucraniano: Дени́с Анато́лійович Шмига́ль; 
Leópolis, RSS de Ucrania, Unión Soviética; 15 de octubre de 1975) es un empresario y político ucraniano. Ejerció como primer ministro de Ucrania desde el 4 de marzo de 2020 hasta el 17 de julio de 2025.

## Biografía
En 1997, se graduó de la Politécnica de Leópolis. Posee el título de Candidato de Ciencias Económicas (2003).
Shmyhal trabajó como jefe del Departamento de Economía de la Administración Estatal Regional de Leópolis. También trabajó para el Ministerio de Ingresos y Deberes.
Se desempeñó como vicepresidente del distribuidor de productos congelados con sede en Leópolis TVK Lvivjolod de 2015 a 2017.
De 2018 a 2019, Shmihal se desempeñó como Director de Burshtín TES.
Desde el 1 de agosto de 2019 hasta su nombramiento ministerial, Shmyhal fue gobernador de la óblast de Ivano-Frankivsk. El 4 de febrero de 2020 fue nombrado ministro de Desarrollo Regional.
El 4 de marzo de 2020, fue nombrado primer ministro de Ucrania, reemplazando a Oleksiy Honcharuk.

### Primer ministro de Ucrania
Como primer ministro de Ucrania, Shmyhal ha tenido que hacer frente a la instensificación de la crisis entre Ucrania y Rusia generada como respuesta a la posible adhesión de Ucrania a la OTAN, que a su vez ha estado motivada por la anexión de Crimea por Rusia y la intervención rusa en Ucrania en apoyo de los rebeldes separatistas en la guerra del Dombás.